# Geoffrey le Rat
Goffrey le Rat, noto anche come Geoffrey (... – Palestina, 1207), fu Gran Maestro dell'Ordine dei Cavalieri Ospedalieri dal 1206 al 1207.

## Biografia
Quasi nulla si sa dell'attività del gran magistero di Goffrey le Rat anche a causa del suo breve periodo di regno. A lui però sarebbe da ascrivere l'inizio della suddivisione in Lingue della provenienza dei vari membri dell'Ordine, fatto che prese corpo nei secoli successivi sino al XV secolo.
Morì nel 1207.